# 高倬
高倬（？—1645年6月7日），字枝樓，四川重慶府忠州人，明朝、南明政治人物。

## 生平
高倬是萬曆四十六年（1618年）戊午科四川鄉試舉人，天啟五年（1625年）乙丑科進士，授浙江德清知縣，調金華知縣，改河南道監察御史。薊遼總督曹文衡與總監鄧希詔互相上奏舉報對方，他表示應該撤換鄧希詔，讓曹文衡安心，若曹文衡不稱職應該換人，不要讓宦官參與。奏疏一上表，高倬被貶一級，不久因為草場失火，被指巡視不謹慎連坐罷官，謫為光祿寺監事。後來起為上林苑監右監丞，改大理寺右寺副。崇禎十一年（1638年）五月火星發生逆行，高倬請求清理刑部的積案，陞南京太僕寺卿，駐滁州，招募州人當兵保障當地獲允許。
崇禎十六年（1643年）二月，高倬任都察院僉都御史、提督操江，秋天時，朝廷改任勳臣劉孔昭提督操江，召高倬轉官，但未赴任北京已經失陷。
弘光帝即位，高倬升工部右侍郎，御用監的宦官要求設立宮殿擺放玩物，光祿寺要求辦理御用器物，他上表應該奉行節儉。後來宦官又催徵大婚費用，他說：「這是什麼時間？國土缺半，民力枯歇，兵馬糧錢尚欠二百五十萬，戶部存銀只有千多，請求節用。」未被採納。解學龍被削籍，高倬轉工部左侍郎，晉刑部尚書，加太子太保。他堅持不作冤獄，遭馬士英憎恨。南京淪陷，高倬自縊而死。

## 引用
1. 1 2  錢海岳《南明史·卷一·本紀第一》：（弘光元年五月）丙申，（清軍）入南京。尚書高倬、解學龍、何應瑞，同安侯黃正陞，總兵徐樞、秦良弼，司禮太監韓贊周等死之……
2. 1 2  錢海岳《南明史·卷三十·列傳第六》：高倬，字枝樓，重慶忠州人。天啟五年進士。授德清知縣，調金華，遷河南道御史。薊督曹文衡與總監鄧希詔相奏訐，倬言宜撤希詔，安文衡心；若文衡不足任，宜更置，勿使中官參之。疏入，貶一秩。尋以草場火，坐視巡不謹下吏，謫光祿監事。起上林丞，轉大理右寺副。
3. ↑  同治《忠州直隸州志·卷九·選舉志》：高倬 萬曆戊午科（舉人），中天啟乙丑進士
4. ↑  錢海岳《南明史·卷三十·列傳第六》：崇禎十一年五月，火星逆行，倬請疏刑部積案，累陞南京太僕卿。太僕卿駐滁州，請募州人為兵，保障鄉土，從之。十六年二月，以僉都御史提督操江。其秋，操江改任勳臣劉孔昭，召倬別用，未赴而北京陷。
5. ↑  錢海岳《南明史·卷三十·列傳第六》：安宗立，擢工部右侍郎。御用監內官請設宮殿，陳設寶玩金玉，光祿寺請辦御用器。倬上言：「國家草創，民愁財匱，宜力行節儉，為天下先。昔衛之亡也，文公大布之衣，大帛之冠，通商務農，故能立國。今百萬之師，嗷嗷待哺，司農無以應之，致觖望掠食，即君臣縞素以匱乏，彼未必信也，而乃雕鏤華彩，欲飾美觀乎！」內官催大婚冠費，又言：「今何時耶？金甌半缺，民力以枯，海內兵馬錢糧缺額二百五十萬有奇，戶部見存銀止千餘，乞節用。」不納。已解學龍削籍，倬繇左侍郎晉刑部尚書，加太子太保。以枉獄力拒，馬士英銜之。南京亡，投繯卒。
6. ↑  《明纪编遗》“两都殉难忠臣姓氏”：余不材，不能为殉难诸公各立一传。仅记姓氏，以期良史之制作，昭垂不朽……南都覆而都御史左懋第死于燕，督师阁部史可法死于师，靖何永智：恨无图史记贤臣：葛征奇考南侯黄得功自刎营中，刑部尚书高倬、光禄卿葛征奇、铨司黄端伯、中书龚廷祥尽节于官……诸臣烈烈，忠魂见端皇帝而不愧其姓氏，百世犹馨也。

## 延伸阅读
[在维基数据编辑]
 《明史卷二百七十五》，出自《明史》